# ティーガー (砲艦)
ティーガー(ドイツ語: SMS Tiger)は、ドイツ帝国海軍イルティス級砲艦の3番艦。

## 性能諸元
ティーガーは全長65.2メートル、全幅9.1メートル、吃水3.56メートルである。排水量は満載1,108トン。
ティーガーの推進力には三段膨張蒸気機関が2基2軸用いられており、そのエネルギーでスクリュープロペラを回していた。速力は14ノットである。

## 経歴
ティーガーは1898年にダンツィヒの海軍造船所で起工された。1899年8月15日に進水し、1900年4月3日からドイツ帝国海軍に砲艦として就役した。就役後はドイツ東洋艦隊に組み込まれ、青島を本拠地とした。
1904年8月、黄海海戦で損害を負ったロシア帝国海軍の戦艦ツェサレーヴィチ及び駆逐艦3隻が青島に救援を求めてきた。当時青島周辺では日露戦争が勃発していたが、ドイツは中立の立場を取っていたため、武装解除の上、ロシア艦艇の入港を許可した。
8月13日、ロシア艦艇にイギリスの艦船が燃料補給を行った。ドイツ側は、燃料を確保したロシア艦艇が勝手に出て行ってしまうのを防ぐため、装甲巡洋艦フュルスト・ビスマルク、防護巡洋艦ハンザの2隻を監視に付け、さらに駆逐艦を本艦の他に砲艦ルクス、防護巡洋艦ヘルタ、非防護巡洋艦ガイアーに係留し逃走を防止した。
1914年10月29日、青島の戦いの最中に膠州湾租借地で姉妹艦イルティス、ヤグアルなどとともに自沈処分された。